# 巴爾的摩鎮區 (密歇根州)
巴爾的摩鎮區（英語：Baltimore Township）是位於美國密歇根州巴里縣的一個行政鎮區。

## 地方資料
巴爾的摩鎮區的面積為93.80平方千米，當中陸地面積為91.80平方千米，而水域面積為2.00平方千米。根據2020年美國人口普查的數據，當地共有人口1947人，而人口密度為每平方千米20.76人。